# Chassalia bracteata
Chassalia bracteata är en måreväxtart som beskrevs av Henry Nicholas Ridley. Chassalia bracteata ingår i släktet Chassalia och familjen måreväxter. Inga underarter finns listade i Catalogue of Life.